# Crysis 2
『クライシス2』（クライシスツー、Crysis 2）は、エレクトロニック・アーツより発売されている一人称視点シューティングゲーム（FPS）。開発元はCrytekである。
2021年10月15日、CrytekよりPC（Epic Gamesストア）、Xbox One、Xbox Series X/S、Nintendo Switch向けにリマスター版である『Crysis 2 Remastered』が発売された。また、リマスター版3作を収めた『Crysis Remastered Trilogy』も同日発売された。同年12月9日にはH2 INTERACTIVEよりPlayStation 4向けに発売された。

## 概要
エレクトロニック・アーツによる公式サイトでも売り出しているように、発売当初最高レベルのグラフィックを持つと言われた作品である。脚本はSF作家のリチャード・モーガンが担当し、作中BGMは数多くの映画音楽をこなすハンス・ジマーがBGMを担当した。
冒頭にもあるように、このゲームの開発はクライテック・フランクフルトである。しかしシングルプレイヤーとマルチプレイヤー・モードでは開発が異なっており、マルチプレイヤーの製作はen:Crytek UK（イギリス）である。このクライテックUK（旧名：Free Radical Design）はかつてタイムスプリッターシリーズを製作しており、さらに此処の設立者たちはNINTENDO 64時代の名作ゲーム『ゴールデンアイ 007』や『パーフェクトダーク』の製作に携わっていた。

## あらすじ
前作の戦いより3年後、ニューヨークのマンハッタンで謎の疫病が発生し、市内は大混乱に陥る。その中、ネイサン・グールド博士の救出に主人公を含めた海兵隊フォース・リーコンが出動する。潜水艦でニューヨークに近づくが、不明勢力からの攻撃を受け沈没する。辛うじて脱出した主人公ら海兵はテロリストの攻撃と考えるが、直後に想像を絶する事態に直面するのであった。

### 背景
ニューヨーク、マンハッタンでは爆発的な速さで広まった疫病の拡大を防ぐために、クライネット社の民間軍事会社である「C.E.L.L.（CryNet Enforcement & Local Logistics）」が活動している。感染者の射殺許可も出ており、主人公のナノスーツの前着用者も疫病に感染していたため、攻撃を受けることになる。さらに、疫病のウイルスをばら撒いたceph（セフ）と呼ばれる地球外生命体（前作で目覚めたエイリアン）も侵攻を開始しており、人類を無差別に攻撃している。

## ゲーム内容
シングルプレイヤーでは主人公アルカトラズとなり、グールド博士との接触、そしてエイリアンの排除につながる情報をナノスーツの記録から探すことになる。

## ナノスーツ2.0
クライネット社の開発した戦闘スーツ。特殊な人工筋肉をベースに作られている。
ナノスーツ2.0はエイリアンを倒すと得られるナノカタリストを使用して追加機能を解除できる。また、前着用者の記憶が残されていたり、エイリアンへの対抗策が隠されているなど、未知の部分が多い。
実は着用し続けると、次第に着用者と融合し共存を始めてしまうらしく、前作から着用していたプロフェットは自らの頭を撃ち死亡したにも係わらず、スーツの深層に意思が残っている状態となっていた。
マキシマム・パワー
前作のストレングスとスピードを統合したモード
ダッシュ時やハイジャンプ、照準安定等で自動的に発動する。
マキシマム・アーマー
エネルギーの続く限り、弾丸を弾き、爆発にも耐えられる防御力を得る。
他にも高所からの落下時の衝撃を和らげてダメージを減らす等の効果を発揮する。
前作ではデフォルトのモードだったが、本作では任意発動。
クローク
透明になり、敵の目を欺ける。しかし、警戒中の敵には気づかれる場合もある。移動すると急激にエネルギーを消費する。
前作では使用中に攻撃すると一回で解除されたが、今作は一定のエネルギー消費に変更されている。
ナノビジョン
熱源を写し、暗所などの視界が確保できない場所での戦闘を補助する。
バイザー
前作と同様に敵のマーキングや、戦術目標の確認に使用する。

## 登場人物
アルカトラズ（Alkatraz）
主人公。海兵隊フォース・リーコンの隊員。
名前以外の素性はほぼ不明、かつ非常に無口。これは本作が所謂『主人公が喋らないタイプの作品』であるためで、最終盤の一言以外を除き、作中で台詞を発する事はない。
プロフェットからナノスーツを託され、C.E.L.L.とエイリアンとの戦いに関わっていく。
実は最初の襲撃の際に重度の致命傷を受けており、最早スーツ無しでは生きていられない状態になっていた。
プロフェット / ローレンス・バーンズ（Laurence Barnes）

前作のラプター・チームの隊長。
冒頭で瀕死となったアルカトラズを助ける。しかし自身はエイリアンがばら撒いた謎のウイルス、"マンハッタンウイルス"に感染していたため、アルカトラズにナノスーツを託した後、自らの頭を撃ちぬいた。
実はアルカトラズの着用しているスーツの深層に意思がそのまま引き継がれており、終盤ではスーツの声として再登場する。
前作では行動に謎が多かったが、今作でその理由を知ることができる。
ネイサン・グールド（Nathan Gould）
元クライネット社員（オープニングのニュースでは元H-R生物工学者と紹介）で、その知識をC.E.L.L.に狙われている。彼に接触するのが最初の目的である。合流後は共にナノスーツに隠された情報を探ることになる。
蛸を飼育している。
ジェイコブ・ハーグリーブ（Jacob Hargreave）

クライネットのCEOであり、ナノスーツの開発者。C.E.L.L.の雇用主だが、個人的にアルカトラズに接触を図ってくる。
誰も直接会ったことが無く、液晶越しでしか会ったことが無い等、謎が多い。
タラ・ストリックランド（Tara Strickland）
前作の登場人物、ストリックランドの娘。元SEALSだが、父の死後はC.E.L.L.のアドバイザーとなっている。
実はC.I.Aの特殊作戦部隊に引き抜かれており、アルカトラズとグールドを救出する事を命令されていた。
ドミニク・ロックハート（Dominic.H.Lockhart）
C.E.L.L.の指揮官であり、作戦の為とはいえ自身の部下達を殺害していたプロフェットに執着しており、執拗に命を狙ってくる。
ただし、C.E.L.L.側はナノスーツの着用者が途中から変わっていることに気づいておらず、当初はアルカトラズをプロフェットと誤認している。
後半になるにつれて暴走し始め、雇用主であるハーグリーブの命令を無視してアルカトラズを殺害する為に部隊を動かしていく。
ちなみに、今作で唯一ガウスライフルを使用している。
チノ（chino）
冒頭で死亡したと思われた海兵だが、生存しており、アルカトラズと合流後はサポートに回った。
シャーマン・バークレイ（Sherman Barclay）
アメリカ軍の指揮官。敵を倒す事より民間人の安全を最優先する優秀な指揮官である。
前作のストリックランドの部下であり、タラのことも知っていた。
カール・エルンスト・ラッシュ（Karl Ernst Rasch）
HR社創業者で元CEOの一人。声のみの登場だが、HRビルの執務室内の彼を描いた肖像画で容姿を確認することができる。
トゥルース・ニュートン（Truth Newton）
各所のラジオを通して彼の声を聞くことができる。元海兵隊員で、本名はエドワード・ニュートン。
彼の台詞は字幕が表示されない。
エリック・ローソン（Eric Rawson）
元アメリカ合衆国大統領。ラジオで言及される。作中に登場する防波堤には彼の名前がついており、建設の主導者ではないかと考えられる。

## 用語

### 組織、集団
海兵隊（USMC：United States Marine Corps）
バークレー大佐の指揮の下ミッドタウンに展開し、民間人の避難やセフの排除等を行なっている。
主人公も含め、本作に登場するアメリカ兵の大半が所属している。
前作と異なり装備は現行のものに近い。
セフ（Ceph）
前作にも登場した敵対的なエイリアン。マンハッタン島に致死的なマンハッタンウイルスを広め、各所でC.E.L.L.部隊や海兵隊と交戦している。
何故か今作では体表面の色や運用している兵器がかなり異なったものとなっている。とくに運用している兵器には地球側の兵器を参考にしたと思しき点も見受けられる。
C.E.L.L.（CryNet Enforcement & Local Logistics）
クライネット社の保有する民間軍事企業。連邦政府よりマンハッタン島の治安維持を請け負っている。
雇用主であるハーグリーブからナノスーツの確保を命じられているが、ロックハート中佐は部下をプロフェットに殺害されている事からプロフェットを抹殺する事を優先し、アルカトラズはプロフェットと誤認された為、彼らから攻撃を受けることになる。
敵対した海兵隊員や感染した市民を射殺していることからもわかるように、過度に暴力的な傾向があり市民からの評判は芳しくない。
クライネット（CryNet Systems）
HR社の子会社で、ナノスーツの開発製造元。C.E.L.L.を擁する。
マンハッタンウイルスの漏洩元と疑われていた。
ハーグリーブ・ラッシュ社（H-R: Hargreave-Rasch Biomedical）
ルーズベルト島に本社を置くCryNETの親会社。ハーグリーブとラッシュが創業し、CEOを勤めた。
EMAT（Emergency Medical Assistance Team）
マンハッタンウイルス感染者の治療等をしていたが、ゲーム中で彼らを見かけることは無い。
各所で見られるコンクリート壁や中身の詰まった黄色いビニール袋にはEMATと書かれている。

### その他
マンハッタンウイルス
セフによって作り出され、マンハッタンに広められた、強い感染性と毒性を持つウイルス。
感染者は急速に細胞崩壊を引き起こし肉体が朽ち果て、短期間で死に至る。
ローソン防波堤
リンシャン島の戦い以降続く地球規模の異常気象により上昇した海面水位からニューヨークを守るために築かれた防波堤。
弾薬箱
所持火器の弾薬を補充できるものとグレネードを補充できるものがある。いずれも補充回数は有限なものと無制限なものが存在する。弾薬とグレネードが同時に補充できるものも少数存在する。
X-43 MIKE及びL-TAGの弾薬は補充することができず、ガウスライフルの弾薬はガウスアタッチメントを装着中のSCARを所持している場合のみ可能である。
前作と異なり、携行中ではない武器の弾薬は所持できない。

## マルチプレイ
プレイヤーは海兵隊かC.E.L.L.に属し、ルールに従い得点を競う。ルールやマップにはバリエーションがある。アサルトの防衛側以外はナノスーツ1.5を装着して戦う。
レベルや戦績等に応じてスーツの機能、武器、アタッチメントやタグ等のアンロックができる。
リミテッドエディションやナノエディション、日本語版の初回限定版には特典としてアタッチメント等のアンロックコードが付属している。マップや武器を追加するDLCが存在する。